# ليون جاكسون
ليون جاكسون (بالإنجليزية: Leon Jackson)‏ (و. 1988  م) هو مغني، وعازف جاز من إسكتلندا، والمملكة المتحدة.

## وصلات خارجية
- ليون جاكسون على موقع IMDb (الإنجليزية)
- ليون جاكسون على موقع ميوزك برينز (الإنجليزية)
- ليون جاكسون على موقع ديسكوغز (الإنجليزية)
- ليون جاكسون على موقع قاعدة بيانات الفيلم (الإنجليزية)
- ليون جاكسون في قاعدة بيانات الأفلام على الإنترنت